# Kalistrat Salia
Kalistrat Salia, gruz. კალისტრატე სალია, ros. Калистрат Салиа (ur. 18 lipca 1901 w rosyjskiej Gruzji, zm. w 1986) – gruziński emigracyjny historyk, literaturoznawca, pisarz i publicysta, działacz narodowy.
Studiował na uniwersytetach w Zugdidi i Chaszuri. W 1920 roku ukończył studia na uniwersytecie w Tyflisie. Po zajęciu Gruzji przez wojska bolszewickie pod koniec lutego 1921 roku, wyjechał do Niemiec. Ukończył filologię niemiecką na uniwersytecie w Berlinie. W roku 1924 przeniósł się do Francji. W 1927 roku ukończył studia na uniwersytecie w Paryżu. Pod koniec lat trzydziestych jako przedstawiciel Gruzińskiej Partii Narodowo-Demokratycznej wszedł w skład Gruzińskiego Komitetu Narodowego. Wiosną 1942 roku brał udział w konferencji w berlińskim hotelu "Adlon". Po zakończeniu II wojny światowej założył w 1948 roku w Paryżu międzynarodowe czasopismo pt. "Bedi Kartlisa. Revue de Kartvélologie", specjalizujące się w gruzińskiej historii. Był autorem licznych artykułów w prasie emigracyjnej. Napisał kilka książek poświęconych historii i literaturze Gruzji. Jego praca z 1980 roku zatytułowana "Histoire de la nation géorgienne" zdobyła nagrodę literacką Francuskiej Akademii Nauk.